# Jean-Louis Dolliole
 (décembre 2023).
Si vous disposez d'ouvrages ou d'articles de référence ou si vous connaissez des sites web de qualité traitant du thème abordé ici, merci de compléter l'article en donnant les références utiles à sa vérifiabilité et en les liant à la section « Notes et références ».

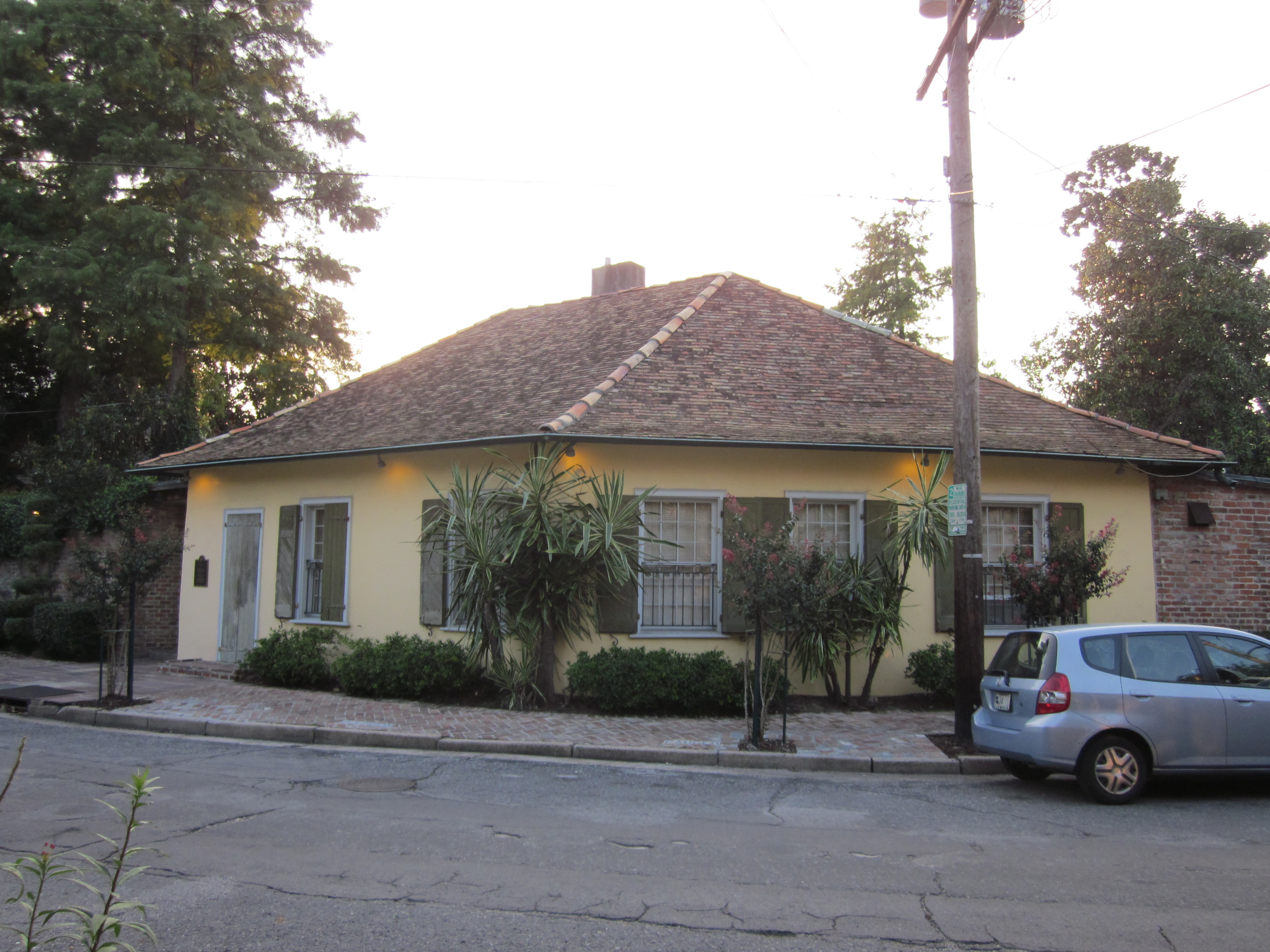
La maison Dolliole de La Nouvelle-Orléans.

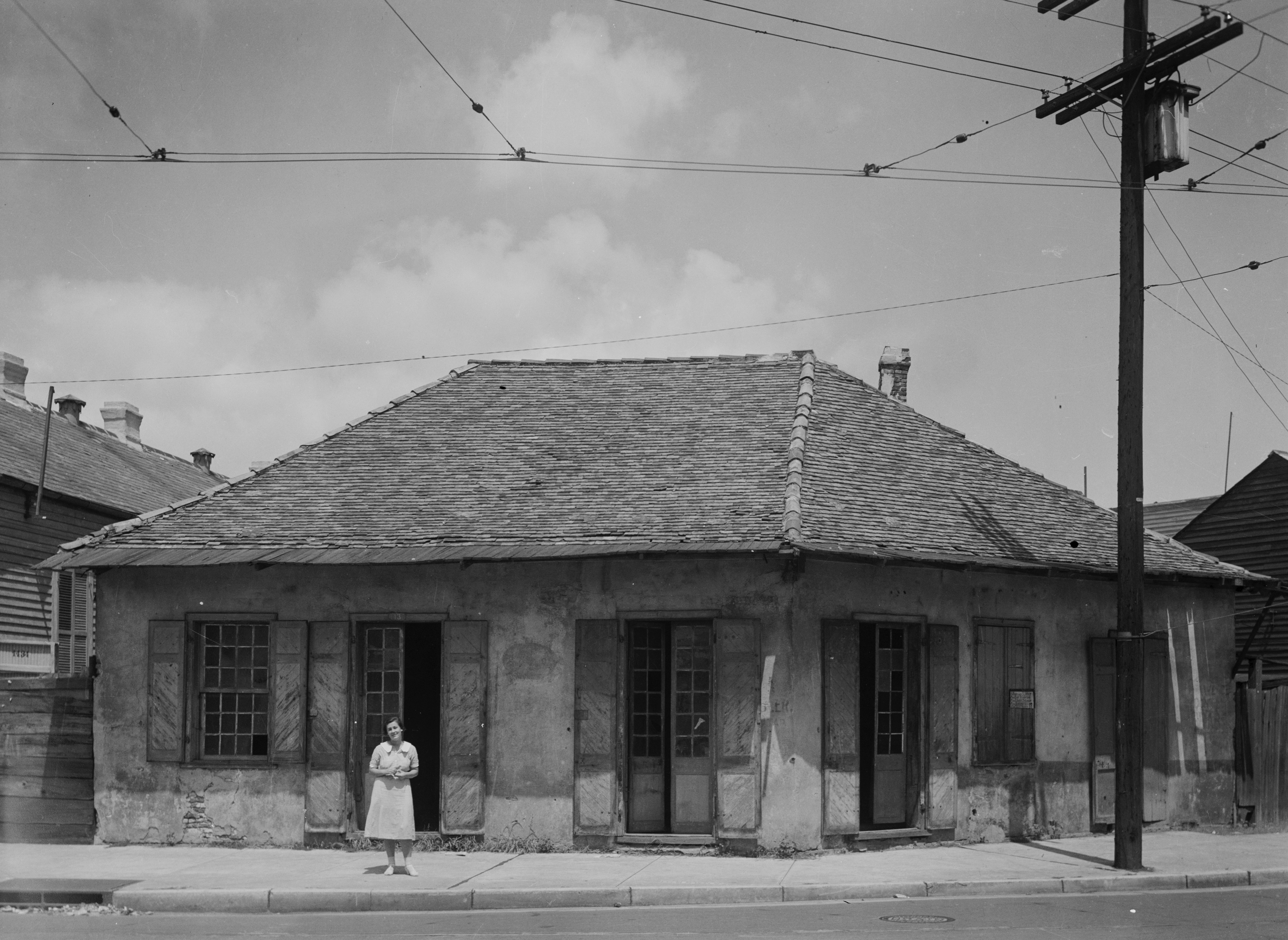
La maison Dolliole en 1934.

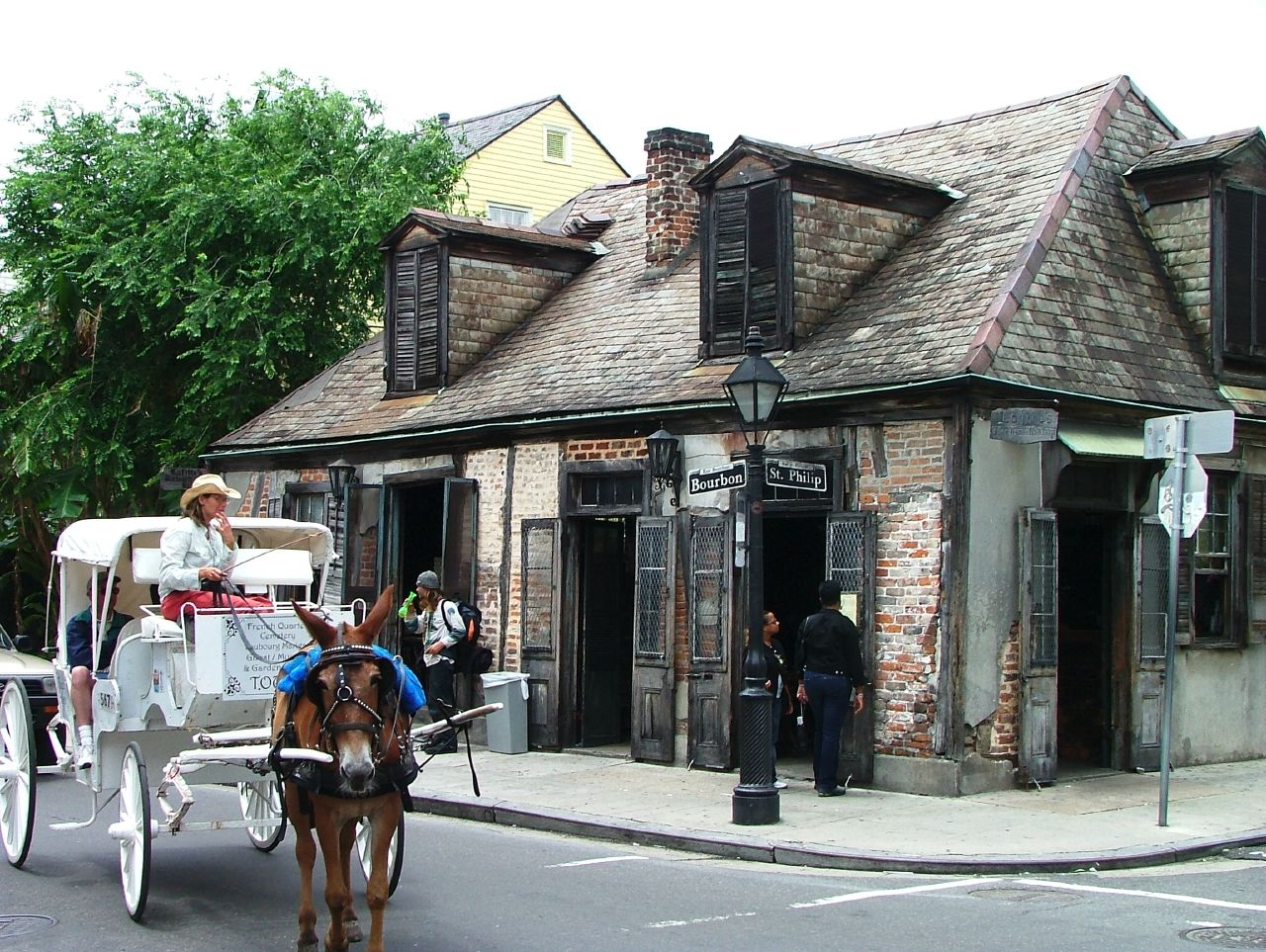
La maison de Jean Laffite, rue Bourbon.

Jean-Louis Dolliole (1779-1861) est un homme de couleur libre, ébéniste, constructeur, entrepreneur, planteur et chef de la communauté noire de La Nouvelle-Orléans en Louisiane.
Jean-Louis Dolliole est né en France d'un père provençal, Louis Dolliole, bâtisseur à La Seyne-sur-Mer et d'une mère d'origine africaine, Geneviève Laronde. 

## Présentation
En 1800, la famille Dolliole émigre en Louisiane française et s'installe chemin du bayou dans le faubourg du Bayou Saint-Jean de La Nouvelle-Orléans. Louis Dolliole exerça aussitôt sa profession de constructeur. Ses fils, Jean-Louis, Joseph et Pierre suivirent le même parcours et devinrent des bâtisseurs de plusieurs maisons, de style français, notamment avec leur toiture en pente, dans le quartier de Tremé à La Nouvelle-Orléans.
En 1815, il participe à la défense de La Nouvelle-Orléans lors de la bataille de La Nouvelle-Orléans. Il devint un vétéran de cette guerre anglo-américaine.
En 1818, Jean-Louis Dolliole se marie avec une femme noire affranchie, Hortense Dussau.
En 1819, Jean Louis édifie une maison pour sa belle-mère à l'angle de la rue Bourbon, à la limite du quartier du Vieux carré de La Nouvelle-Orléans et du faubourg Marigny. La demeure porta le nom de « Bagatelle », mais elle est connue sous les appellations de « Jean-Louis Dolliole House », « Dolliole Cottage » ou « Pauger Cottage » du nom de la rue Pauger. La maison possède une toiture à la française, à double pente et à quatre versants supportant des tuiles plates.
Jean-Louis Dolliole fut un homme d'affaires qui fréquenta des personnalités louisianaises telles que Marie Laveau, Jean Lafitte, le spéculateur immobilier Laurent Ursain Guesnon. Il prend régulièrement la défense de la communauté noire et son nom est cité dans Le Moniteur de la Louisiane.